# Zarhopalus inquisitor
Zarhopalus inquisitor is een vliesvleugelig insect uit de familie Encyrtidae. De wetenschappelijke naam is voor het eerst geldig gepubliceerd in 1881 door Howard.